# Daya Vieja
Daya Vieja, en castillan et officiellement (Daia Vella en valencien), est une commune d'Espagne de la province d'Alicante dans la Communauté valencienne. Elle est située dans la comarque de la Vega Baja del Segura et dans la zone à prédominance linguistique castillane.

## Géographie

Localisation de Daya Vieja
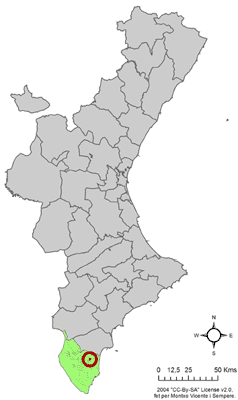
dans la Communauté valencienne.
dans la comarque de la Vega Baja del Segura.